# Joseph Baudichon
Pour les articles homonymes, voir Baudichon.
Joseph Baudichon, en religion: Frère François-de-Paul, né le 12 septembre 1812 à Sainte-Maure-de-Touraine et mort le 11 juin 1882 à Tours, est un missionnaire et prélat français, évêque titulaire de Basilinopolis et vicaire apostolique des îles Marquises.

## Biographie
Le père de Joseph Baudichon est un ancien militaire qui a participé aux campagnes d'Italie et d'Égypte, puis a été grièvement blessé à Wagram, il veut orienter son fils vers le métier des armes et son admission est prévue au collège royale militaire de La Flèche. L’enfant préfére cependant la carrière ecclésiastique. Il est d’abord instruit par l’abbé Aumouette, vicaire à Sainte-Maure, dès l’âge de 12 ans. Il suit ce dernier lors de sa mutation à la cure de La Chapelle-sur-Loire et y accomplit ses études littéraires en compagnie du futur abbé Bourassé et de l’abbé Girault. Au grand séminaire de Tours, Joseph Baudichon effectue ses études théologiques, reçoit les ordres mineurs. Il entre ensuite comme novice dans la congrégation des Sacrés-Cœurs de Jésus et de Marie et y fait profession sous le nom de « Frère François-de-Paule », en souvenir de ses attaches tourangelles et de l’ermite calabrais venu à la cour de Louis XI au Plessis-lès-Tours. Il est ordonné prêtre en 1838. La même année, l’abbé Baudichon est désigné pour la mission d’Océanie. Embarqué le 28 mai 1838, il débarque le 20 décembre aux îles Gambier puis, le 3 février 1839 aux îles Marquises. Il apprend la langue du pays, compose un dictionnaire, une grammaire et un catéchisme en langue locale. Cette connaissance de la langue polynésienne, des mœurs et usages locaux fait dire aux Canaques : « tu es un sauvage comme nous ».
Lorsque l’amiral Du Petit-Thouars, messager du gouvernement de Louis-Philippe prend possession des îles Marquises en 1842, il sollicite l’aide de Joseph Baudichon pour faire accepter par les indigènes le protectorat de la France, qui les amena à reconnaître le protectorat sans effusion de sang. Quelque temps plus tard, il réussit à arrêter une révolte au péril de sa vie et amena les chefs à déposer les armes. En 1843, il est nommé chevalier de la Légion d'honneur. 
En 1844, à la suite de la mort dans un naufrage du vicaire apostolique des îles Marquises, Étienne Rouchouze, évêque titulaire de Nilopolis (de), l’abbé Baudichon est choisi pour lui succéder. Nommé évêque titulaire de Basilinopolis le 13 août 1844, il est sacré le 21 décembre 1845 en la cathédrale de Santiago du Chili par Hilarion Etura, évêque titulaire d'Augustopolis-en-Phrygie. D’abord coadjuteur du vicaire apostolique des îles Marquises le 14 août 1844, Baudichon devient vicaire apostolique des îles Marquises le 9 mai 1848. Il est même acclamé « roi des Marquises » par les indigènes. En 1849, il revient en Europe afin de rendre compte de sa mission au pape Pie IX.
En 1855, atteint par la maladie et inquiet à la suite des querelles nées au sein de la Congrégation, il démissionne et rentre à la maison mère de Picpus à Paris, puis se retire à Tours en 1872. Il fonde une école gratuite pour les enfants sans asiles à Paris en 1855 et fait construire la chapelle de l'école Sainte-Agnès à Tours, paroisse Notre-Dame-la-Riche.
Il meurt à Tours le 11 juin 1882. À cette occasion, l’archevêque de Tours, Charles Théodore Colet, publie une lettre-circulaire en date du 14 juin 1882 et annonce un service solennel en l’église Notre-Dame-la-Riche pour le 20 juin 1882. La vocation missionnaire de Joseph Baudichon doit être mise en relation avec le mouvement lancé depuis Tours par Léon Papin Dupont, « le saint homme de Tours ». La messe d'obsèques se déroule à l'église Notre-Dame-la-Riche et est présidée par l'archevêque de Tours.
Son cousin, René-Ildefonse Dordillon, né le 11 octobre 1808 également à Sainte-Maure-de-Touraine, devient évêque titulaire de Cambysopolis (de) le 7 décembre 1855. Il est sacré le 8 février 1857 à Santiago du Chili en l’église de Saint-Sauveur et lui succède au vicariat apostolique des îles Marquises le 7 décembre 1855. Il meurt à Taiohae (îles Marquises) le 11 janvier 1888.

## Sources
- Pierre Boille, « Un tourangeau peu connu, Monseigneur Joseph Baudichon (1812-1882). », Bulletins de la Société archéologique de Touraine, t. XLIV,‎ 1995, pages 573 à 577 (lire en ligne, consulté le 26 novembre 2017).
- Emile Lefrançais, Voyage à travers nos colonies : fautes de nos gouvernants et de notre administration coloniale, services rendus à la France par les missionnaires catholiques., 1898
- Valérien-Philibert Groffier, Héros trop oubliés de notre épopée coloniale., 1908
- Annales catholiques : revue religieuse hebdomadaire de la France et de l'Église, 1872-1920